# 森田信義
森田 信義（もりた しんぎ、1897年12月6日 - 1951年7月15日）は、日本の映画プロデューサー、脚本家・劇作家、演出家である。山本 正夫（やまもと まさお）という筆名もある。

## 人物・来歴
1897年（明治30年）12月6日、兵庫県神戸市に生まれる。
非常に裕福な商家の家庭に長男として生まれ、育てられた。父の金蔵の代から、大沢商会の大沢善夫（のちのゼーオー・スタヂオ社主）の祖父とも親交があった。長じて東京に移り、慶應義塾に進学する。1918年（大正7年）ころ岡本綺堂に師事、帝国劇場での上演台本等を書き、同人誌『群像』を主宰する。1920年（大正9年）、当時慶應義塾の学生でのちの映画監督・山本嘉次郎やのちの脚本家・小林正の「白夜会」と協力し、栗原トーマスの講演会等を行う。同学卒業後、松竹演劇部の劇団「新声劇」の責任者となり、1925年（大正14年）、3歳年上の同劇団の女優三好栄子（1894年 - 1963年）と結婚する。1932年（昭和7年）5月、開校した日本映画演劇学校で、『芝居王国に君臨するのは誰か』という講演を行う。演者は森田のほかに、山本嘉次郎、静間小次郎、野淵昶、小林正らで、森田は静間や野淵、溝口健二、村田実とともに同校の理事を務めた。同年6月には、京都座で佐々木邦原作を森田が脚色し野淵昶が演出した『時雨唄鈴鹿越』を、同年12月には金子洋文の作で森田が演出した『金井半兵衛追跡』を、それぞれ「新声劇」が上演した記録が残っている。
1935年（昭和10年）6月、松竹興行の白井信太郎が演劇雑誌『新興演劇』を創刊、鳥江鉄也、野淵昶、山上貞一とともに編集を務める。同年12月末、太秦帷子ヶ辻中開町（現在の右京区太秦堀ヶ内町）に、牧野省三の長男であるマキノ正博がトーキー（映音式）のための新しい撮影所を建設した新会社、マキノトーキー製作所を設立、その第1作『江戸噺鼠小僧』の製作が同年11月に開始されるが、月形龍之介原作による同作の脚本を「山本 正夫」の名で書いている。同社で合計4作の脚本を書いたが、マキノの回想によれば、1936年（昭和11年）4月に森田が「月形を貸してくれ」というのでレンタルしたところ、月形はマキノトーキーに戻ってこなかった、とのことである。1937年（昭和12年）、京都・河原町の「エラン・ヴィタール演劇塾」に招かれ、野淵昶、伊丹万作らとともに講義する。当時、森田は東宝映画に在籍しており、ゼーオー・スタヂオの作品をプロデュースした。その後は、第二次世界大戦中も戦後も、一貫して東宝に籍を置いた。
1951年（昭和26年）3月、砧の東宝撮影所長に就任する。同年7月15日、たまたま乗車していたハイヤーが不用意に踏切に進入して小田急電鉄の電車と接触。自動車ごと吹き飛ばされた。東京都世田谷区新町の自宅で死去。なお、同年7月16日朝日新聞3面では頭蓋骨骨折で即死としている。告別式は7月21日に撮影所で行われた。満53歳没。

## フィルモグラフィ
特筆以外すべてクレジットは「製作」（プロデューサー）である。公開日の右側には特筆する職能のクレジット、および東京国立近代美術館フィルムセンター（NFC）所蔵等の上映用プリントの現存状況についても記す。同センター等に所蔵されていないものは、とくに1940年代以前の作品についてはほぼ現存しないフィルムである。

### 新興キネマ
配給は「新興キネマ」である。
- 『大尉の娘』 : 監督野淵昶、原作中内蝶二、劇化落合浪雄、製作松竹興行現代劇部・芸術座・新興キネマ東京撮影所、1936年1月30日公開 - 脚色、76分尺で現存（NFC所蔵[22]）

### マキノトーキー製作所
すべて製作は「マキノトーキー製作所」、配給は「千鳥興業」である。すべて「山本正夫」名義である。
- 『江戸噺鼠小僧』 : 監督マキノ正博・久保為義、原作月形龍之介、1935年12月18日公開 - 脚本
- 『花の春遠山桜』 : 監督松田定次・マキノ正博、原作立春大吉（マキノ正博）、1936年1月8日公開 - 原作
- 『切られお富』 : 監督広瀬五郎、1936年3月1日公開 - 脚本
- 『黒蜻蛤』 : 監督久保為義、原作瀬川春郎、1936年6月5日公開 - 脚本、5分の断片が現存（NFC所蔵[7]）

### ゼーオースタヂオ
すべて製作は「ゼーオー・スタヂオ」、配給は「東宝映画」である。
- 『故郷』 : 監督伊丹万作、1937年5月1日公開 - 製作者、84分尺で現存（NFC所蔵[5]）
- 『歌う弥次喜多 京大阪の巻』（『唄ふ弥次喜多 京・大阪の巻』） : 監督久保為義、1937年7月21日公開
- 『裸武士道』 : 監督久保為義、1937年9月8日公開
- 『権三と助十』 : 監督伊丹万作、1937年10月8日公開 - 81分尺で現存（NFC所蔵[5]）
- 『日本一の殿様』 : 監督萩原遼、製作東宝映画京都撮影所、配給東宝映画、1937年12月8日公開

### 東宝映画東京撮影所
特筆以外すべて製作は「東宝映画東京撮影所」、配給は「東宝映画」である。
- 『巨人伝』 : 監督伊丹万作、1938年4月11日公開 - 製作者、127分尺で現存（NFC所蔵[5]）
- 『瞼の母』 : 監督近藤勝彦、1938年7月10日公開
- 『綴方教室』 : 監督山本嘉次郎、1938年8月21日公開 - 86分尺で現存（NFC所蔵[5]）
- 『鶴八鶴次郎』 : 監督成瀬巳喜男、1938年9月29日公開 - 88分尺で現存（NFC所蔵[5]）
- 『浪人吹雪』 : 監督近藤勝彦、1939年1月11日公開
- 『忠臣蔵 前篇』 : 監督滝沢英輔、1939年4月21日公開
- 『上海陸戦隊』 : 監督熊谷久虎、1939年5月20日公開
- 『喧嘩鳶 前篇』 : 監督石田民三、1939年7月9日公開
- 『喧嘩鳶 後篇』 : 監督石田民三、1939年7月31日公開
- 『若い仲間』 : 監督佐藤武、1939年11月10日公開
- 『白蘭の歌 前篇』 : 監督渡辺邦男、1939年11月30日公開
- 『白蘭の歌 後篇』 : 監督渡辺邦男、1939年11月30日公開
- 『快速部隊 都会篇 戦線篇』 : 監督安達伸男、1940年2月28日公開
- 『蛇姫様』 : 監督衣笠貞之助、1940年4月3日公開 - 127分尺で現存（NFC所蔵[5]）
- 『虎造の荒神山』 : 監督青柳信雄、製作東宝映画京都撮影所、1940年7月10日公開 - 67分尺で現存（NFC所蔵[5]）
- 『女の街』 : 監督今井正、製作東宝映画京都撮影所、1940年7月17日公開
- 『続蛇姫様』 : 監督衣笠貞之助、1940年8月14日公開
- 『熱砂の誓ひ 前篇』 : 監督渡辺邦男、製作東宝映画東京撮影所・華北電影、配給東宝映画、1940年12月25日公開
- 『熱砂の誓ひ 後篇』 : 監督渡辺邦男、製作東宝映画東京撮影所・華北電影、配給東宝映画、1940年12月28日公開
- 『馬』 : 監督山本嘉次郎、製作東宝映画東京撮影所・映画科学研究所、配給東宝映画、1941年3月11日公開 - 128分尺で現存（NFC所蔵[5]）
- 『解決』 : 監督滝沢英輔、1941年6月3日公開
- 『指導物語』 : 監督熊谷久虎、1941年10月4日公開 - 102分尺で現存（NFC所蔵[5]）
- 『八十八年目の太陽』 : 監督滝沢英輔、1941年11月15日公開 - 101分尺で現存（NFC所蔵[5]）
- 『川中島合戦』 : 監督衣笠貞之助、1941年11月29日公開 - 119分尺で現存（NFC所蔵[5]）
- 『南海の花束』 : 監督阿部豊、製作東宝映画、配給映画配給社、1942年5月21日公開 - 106分尺で現存（NFC所蔵[5]）
- 『ハワイ・マレー沖海戦』 : 監督山本嘉次郎、製作東宝映画、配給映画配給社、1942年12月3日公開 - 製作責任、116分尺で現存（NFC所蔵[5]）

### 東宝
特筆以外すべて製作・配給は「東宝」である。
- 『浦島太郎の後裔』 : 監督成瀬巳喜男、1946年3月28日公開 - 83分尺で現存（NFC所蔵[5]）
- 『幸運の仲間』 : 監督佐伯清、製作東宝・エノケンプロダクション、1946年4月18日公開
- 『俺もお前も』 : 監督成瀬巳喜男、製作東宝・吉本プロダクション、1946年6月13日公開
- 『破戒』 : 監督阿部豊、主演池部良、1946年製作（東宝争議のため未公開）[23]
- 『ジャコ萬と鉄』 : 監督谷口千吉、製作東宝・49年プロダクション、1949年7月11日公開 - 責任者、90分尺で現存（NFC所蔵[5]）
- 『殺人者の顔』 : 監督衣笠貞之助、製作森田プロダクション・東宝、1950年4月16日公開
- 『佐々木小次郎』 : 監督稲垣浩、製作東宝・森田プロダクション、1950年12月19日公開
- 『続佐々木小次郎』 : 監督稲垣浩、製作東宝・森田プロダクション、1951年3月31日公開
- 『慶安秘帖』 : 監督千葉泰樹、1952年1月10日公開